# Score to a New Beginning
Score to a New Beginning è il terzo album in studio del gruppo musicale symphonic power metal francese Fairyland pubblicato tra aprile e maggio 2009 dalla Napalm Records in tutto il mondo.

## Tracce
1. Opening Credits (Philippe Giordana)
2. Across the Endless Sea, Part II (Philippe Giordana)
3. Assault on the Shore (Philippe Giordana)
4. Master of the Waves (Philippe Giordana)
5. A Soldier's Letter (Philippe Giordana)
6. Godsent (Marco Sandron, Philippe Giordana)
7. At the Gates of Morken (Marco Sandron, Philippe Giordana)
8. Rise of the Giants (Philippe Giordana)
9. Score to a New Beginning (Philippe Giordana)
10. End Credits (Philippe Giordana)

## Formazione[2]
- Philippe Giordana: Tastiere,chitarra acustica,composizione,arrangementi,concept
- Willdric Lievin (Hamka): Batteria
- Marco Sandron (Pathosray): Voce principale
- Georg Neuhauser (Serenity): Seconda voce nelle tracce 2,3,5,9,10
- Elisa C. Martin (Dreamaker): Voce
- Flora Spinelli (Kerion): Voce principale nella traccia 10
- Klaaire (Syrayde): Seconda voce nelle tracce 4,9
- Geraldine Gadaut (Benighted Soul): Seconda voce nella traccia 7
- Jean-Gabriel Bocciarelli (Benighted Soul): Seconda voce nella traccia 7
- Fabio D'Amore (Pathosray): Basso,seconda voce,assolo di chitarra sulla traccia 6
- Chris Menta (Razordog): Chitarra ritmica,solista e acustica nella traccia 5
- Alessio Velliscig (Pathosray): Assolo di chitarra nella traccia 2
- Alex Corona (Revoltons): Assolo di chitarra nella traccia 3,6,9
- Olivier Lapauze (Heavenly): Assolo di chitarra nella traccia 9
- Hugo Lefebvre (Anthropia): Assolo di chitarra nella traccia 4
- Yann Mouhad (Anthropia): Assolo di chitarra nella traccia 4
- Remy Carrayrou (Kerion): Assolo di chitarra nella traccia 7
- Marc Rhulmann (Whyzdom): Assolo di chitarra nella traccia 9